# 우마이야 칼리파국
우마이야 칼리파국(아랍어: الخلافة الأموية)은 무함마드 사후 수립된 2번째 칼리파국으로, 우마이야 왕조가 세습하여 다스렸다.
우마이야 가문은 661년 제1차 피트나가 끝난 이후 칼리프가 된 무아위야 1세를 시작으로 하여 세습 왕조 통치체제를 형성했다. 그는 오랜 기간 대시리아 총독으로 있던 인물로서, 이후로도 다마스쿠스를 중심으로 한 시리아 지역은 우마이야 왕조의 주요 권력 기반으로 자리잡았다. 680년 무아위야가 죽은 이후 왕위 계승권 다툼으로 제2차 피트나가 일어났고, 결국 권력은 일족 내의 다른 분가 출신인 마르완 1세에게 넘어갔다.
우마이야 칼리파국은 이프리키야, 중앙아시아, 신드, 마그레브, 히스파니아(알-안달루스)에 이르는 넓은 영토를 장악하며 무슬림 정복 활동을 이어나갔는데, 특히 동로마 제국의 영토를 많이 정복했다. 이에 따라 우마이야 왕조는 다양한 민족과 문화를 통치 하에 두었는데, 당시까지도 제국 인구의 다수를 구성하던 기독교도와 유대인은 종교를 유지하는 대가로 지즈야(특별세)를 내야 했다. 히샴 이븐 압둘말리크(재위 724-743) 대에 제국의 확장은 한계에 이르기 시작했고, 743년 알왈리드 2세가 칼리프에 오른 이후 곳곳에서 반란이 일어나다가 아바스 왕조가 이끈 시아파 반란으로 끝내 전복되었다.

## 명칭
우마이야 칼리파국은 아랍어로 الدولة الأموية(앗 다울라툴 우마위야, Ad-dawlat-ul Umawiyya) 또는 الخلافة الأموية(알 칼리파툴 우마위야, Al-khalifat-ul Umawiyyah)로 알려져 있으며, 간단히 العباسيون(알 우마위윤, Al' Umawiyyun)으로도 불린다. 한자로는 백의대식(白衣大食)이라고도 한다.
1990년대까지만 해도 국내 서적에서는 옴미아드 왕조(Ommyads)로 적혀있는 경우가 많았으나, 이는 한국에서 아랍어 외래어 표기 방식이 제대로 보급되기 이전에 번역 작업을 실시하여, 왕조 명칭 뒤에 붙는 영어 접미사 ~ad, ~id를 왕조의 원래 명칭으로 잘못 오해함으로써 발생한 일이었다. 2010년대 이후 교과서 등에서 해당 오류가 대부분 시정되었다.

## 역대 칼리파
1. 무아위야 1세(661년 - 680년)
2. 야지드 1세(680년 - 683년)
3. 무아위야 2세(683년 - 684년)
4. 마르완 1세(684년 - 685년)
5. 아브드 알마리크(685년 - 705년)
6. 왈리드 1세(705년 - 715년)
7. 슐레이만(715년 - 717년)
8. 우마르(717년 - 720년)
9. 야지드 2세(720년 - 724년)
10. 히삼(724년 - 743년)
11. 왈리드 2세(743년 - 744년)
12. 야지드 3세(744년)
13. 이브라힘(744년)
14. 마르완 2세(744년 - 750년)

## 같이 보기
- 이슬람의 역사
- 칼리파

1. ↑  “대한민국의 3차 교육과정 고등학교 세계사 교과서(Ⅲ. 동양 세계의 전개 > 5. 이슬람 세계와 그 문화 > (2) 이슬람 세계의 변천)”. 2024년 10월 10일에 확인함.